# Museo del Carnaval de Badajoz
El Museo del Carnaval de Badajoz representa, de una forma dinámica, uno de los mejores carnavales de España, fiesta declarada en la localidad de Interés Turístico Internacional.
La riqueza de sus fondos le convierten en un verdadero Centro de Documentación de la historia del carnaval, considerado uno de los mejores museos de esta temática, cuya fiesta en la localidad ha sido declarada de Interés Turístico Internacional